# Горенє
Горенє (словен. Gorenje) — поселення в общині Кочев'є, регіон Південно-Східна Словенія, Словенія. Висота над рівнем моря: 498 м.